# خديعة (الملاجم)

تعديل مصدري - تعديل

خديعة هي إحدى قرى عزلة ال منصور الملاجم بمديرية الملاجم التابعة لمحافظة البيضاء، بلغ تعداد سكانها 103 نسمة حسب تعداد اليمن لعام 2004.